# Konståret 2024

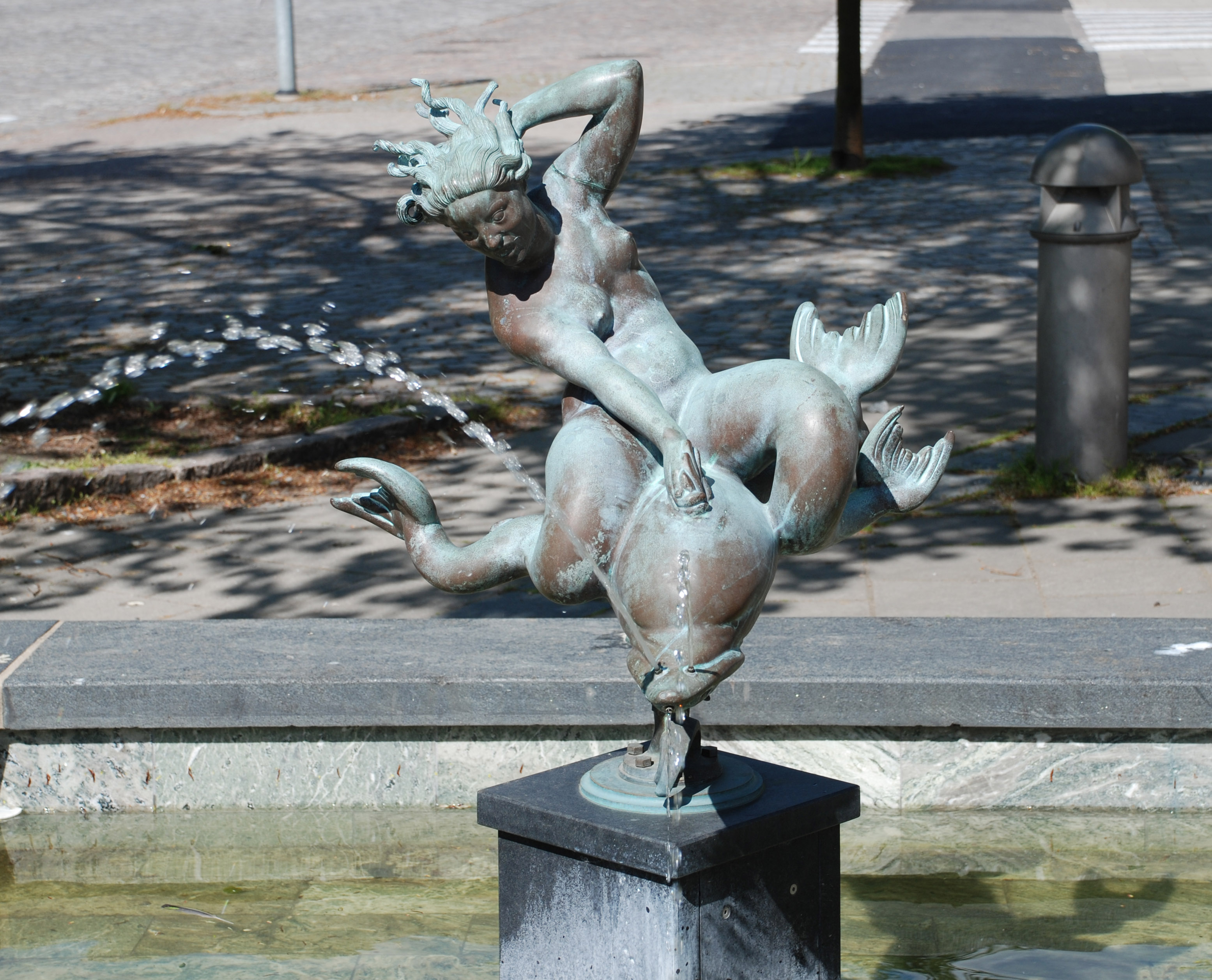
Solglitter av Carl Milles utanför badhuset i Trelleborg.

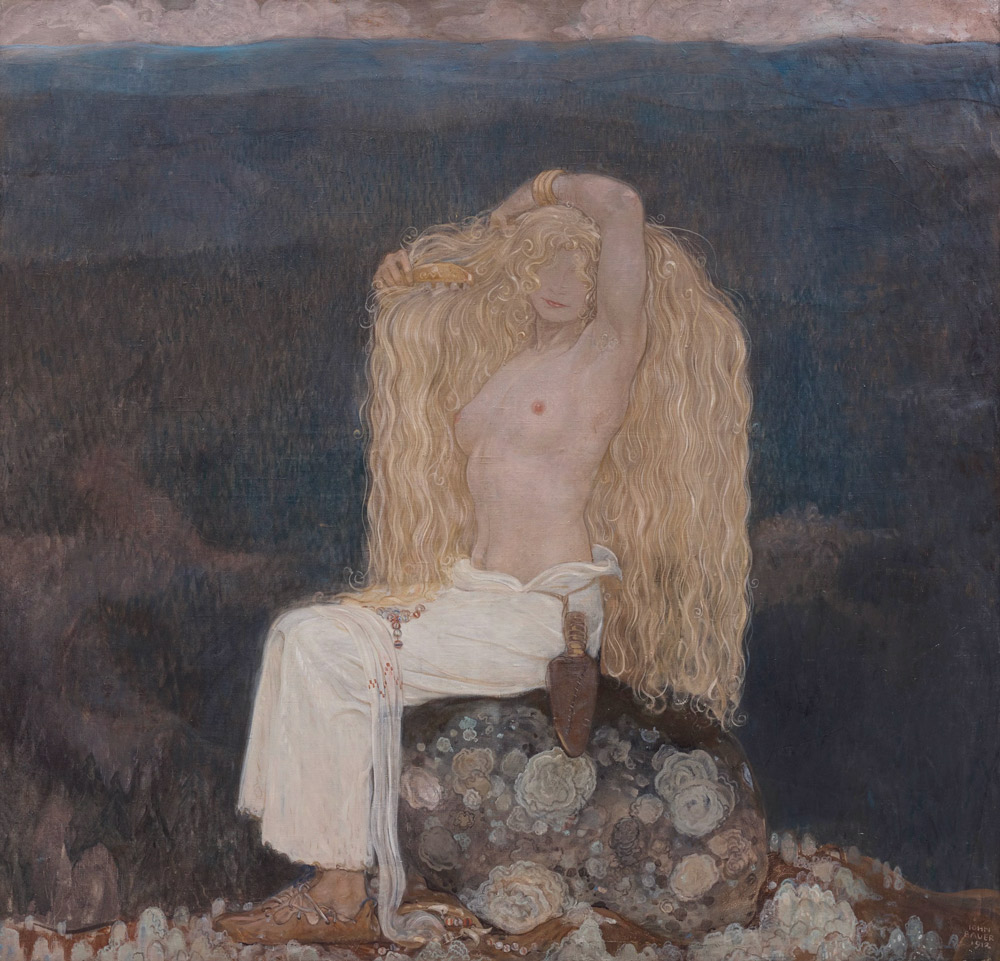
Sagoflickan av John Bauer (1912).

## Händelser
- Januari: Inredningsföretaget Svenskt Tenn fyller 100 år och grundaren Estrid Ericson uppmärksammas i Hedvig Hedqvists bok Estrid Ericson – en biografi.[1]
- Februari: Nordiska museet öppnar sin nya basutställning Nordbor som prisbelönas som årets utställning 2024.[2][3]
- 27 mars: Lars Vilks version av Caravaggios David med Goljats huvud ställs tillfälligt ut på Moderna museet sedan ett par personer, däribland samhällsdebattören Johan Westerholm, på ett bevåg tagit med sig konstverket in på museet. Där monterade de upp det på ett staffli, filmade det och sedan tog med sig verket ut igen. Filmen publicerades på debattören Aron Flams Youtubekanal. I filmen framförs kritik mot att museet valt att inte köpa in konstverk av Vilks.[4]
- 9 april: Region Gävleborg polisanmäler att en okänd gärningsman stulit statyn Solglitter av Carl Milles som står utanför Gävle sjukhus. Verket uppskattas i anmälan vara värt omkring 1,5 till 2 miljoner kronor.[5] Den återfinns i juni 2024 i Stockholm.[6] I juni försvinner även en annan version av samma staty i Trelleborg men återfanns efter några dagar på en skrotfirma.[7]
- 16 april: I den våldsamma branden på Börsen i Köpenhamn förstörs flera konstverk, däribland en två ton tung byst av Kristian IV. Omkring 350 konstverk, motsvarande 90 procent, kunde dock räddas, däribland Peder Severin Krøyers Från Köpenhamnsbörsen.
- 24 April: Gustav Klimts nyupptäckta målning Porträtt av Fräulein Lieser(en) säljs på Im Kinsky i Wien för 30 miljoner euro.
- 2 maj: Enligt en dom från Europadomstolen måste Getty Center i Los Angeles lämna tillbaka Atleta di Fano(en), en 2 000 år gammal bronsskulptur som attribueras den grekiske skulptören Lysippos, till Italien. Skulpturen hittades av fiskare utanför Pesaro i Italien 1964 och bytte ägare flera gånger innan den 1977 köptes av det amerikanska museet för cirka 36 miljoner kronor. Italienska myndigheter hävdar att verket illegalt smugglats ut ur Italien. Tvisten om skulpturen har pågått sedan 1989.[8]
- Maj: Pradomuseet ställer ut de nyupptäckta Caravaggio-målningen Ecce Homo som dateras till 1600-talets första decennium.[9]
- 16 maj: Sigrid Hjerténs oljemålning Hamnbild såldes för 12,75 miljoner kronor och Gösta Adrian-Nilssons Sparmanns flygning gick för 12,5 miljoner kronor när Uppsala auktionskammare höll internationell kvalitetsauktion. Båda noteringarna är rekord på auktion för verk av dessa konstnärer.[10]
- 2 juli: Den venetianske renässansmästaren Tizians verk Vila under flykten till Egypten säljs på auktionshuset Christie's i London för motsvarande drygt 236 miljoner kronor.[11]
- 12 december: På Bukowskis säljs John Bauers Sagoflickan från 1912 för 8,75 miljoner kronor vilket är ett nytt rekord för konstnären.[12]

## Utställningar

### Göteborgs konstmuseum
- Ilon Wiklands bildvärldar. Saga, äventyr och vardagsliv, 25 maj 2024–12 januari 2025[13]
- Emelie Röndahl och Lena Trapp. Stenastiftelsens kulturstipendium 2024, 7 december 2024–6 april 2025[14]

## Avlidna
- 19 januari: Robert Whitman(en), 88, amerikansk multimediakonstnär och performanceartist.[15]
- 16 februari: Matts Jungstedt, 99, svensk konstnär.
- 11 mars: Lisa Larsson, 92, svensk keramiker.
- 3 april: Gaetano Pesce(en), 84, italiensk arkitekt och formgivare.
- 19 april: Faith Ringgold(en), 93, amerikansk konstnär.[16]
- 4 maj: Frank Stella, 87, amerikansk minimalistisk bildkonstnär.[17]
- 12 juli: Bill Viola, 77, amerikansk videokonstnär.[18]
- 25 juli: Henrik Allert, 87, svensk konstnär.[19]